# Aylacostoma
Aylacostoma Hylton-Scot, 1953 è un genere di molluschi gasteropodi tropicali d'acqua dolce della famiglia Hemisinidae.

## Biologia
Questi molluschi si nutrono di alghe che crescono attaccate alle rocce nella loro parte inferiore.
Aylacostoma è un genere partenogenetico: la popolazione consiste di sole femmine, che aumentano in numero attraverso riproduzione asessuata. Le femmine danno alla luce in piccolo numero di larve, mai più di tre, che nascono già ben sviluppate, così da avere la forza fisica necessaria per attaccarsi ad una roccia e resistere alla forte corrente.

## Distribuzione e habitat
L'areale originario di questo genere include l'America Centrale e il Sud America.
Sono soliti vivere nelle aree di acqua bianca nelle rapide Yaciretá, fiume Paraná. L'acqua in questa area è satura di ossigeno, grazie al veloce movimento dell'acqua.

## Tassonomia
Il genere comprendse le seguenti specie:
- Aylacostoma araguayanum (Ihering, 1902)
- Aylacostoma behni (Reeve, 1860)
- Aylacostoma bicinctum (Reeve, 1860)
- Aylacostoma brasiliense (S. Moricand, 1838)
- Aylacostoma brunneum Vogler & Peso, 2014
- Aylacostoma chloroticum Hylton Scott, 1954
- Aylacostoma ci Simone, 2001
- Aylacostoma crenocarina (Moricand, 1841)
- Aylacostoma decapitatum (Spix, 1827)
- Aylacostoma decollatum (Lamarck, 1835)
- Aylacostoma edwardsi (Lea, 1852)
- Aylacostoma elongatum (F.C. Baker, 1913)
- Aylacostoma exoplicatum Simone, 2001
- Aylacostoma flammeum (F.C. Baker, 1913)
- Aylacostoma frankanum (Ihering, 1909)
- Aylacostoma glabrum Spix, 1827
- Aylacostoma globosum (Reeve, 1860)
- Aylacostoma goyazinum (Ihering, 1909)
- Aylacostoma guaraniticum (Hylton Scott, 1953)
- Aylacostoma kochii (Bernardi, 1856)
- Aylacostoma maculatum (Lea, 1832)
- Aylacostoma osculati (Villa, 1854)
- Aylacostoma pulcher (Reeve, 1860)
- Aylacostoma regina (Pilsbry in Baker, 1913)
- Aylacostoma rex (Pilsbry in Baker, 1913)
- Aylacostoma rubiginosum (Morelet, 1849)
- Aylacostoma scalaris (Wagner, 1827)
- Aylacostoma stigmaticum Hylton Scott, 1954
- Aylacostoma strigillatum (Dunker, 1843)
- Aylacostoma tenuilabris (Reeve, 1860)
- Aylacostoma tuberculatum (Wagner, 1827)
- Aylacostoma venezuelense (Reeve, 1859)
- Aylacostoma zebra (Reeve, 1860)

## Conservazione
Con la costruzione nel 1993 della diga di Yaciretá, praticamente l'unico habitat adatto alle specie di Alycostoma venne allagato. Tutte le specie sono ora estinte in natura. Sebbene una piccola popolazione viene mantenuta in vita in acquari, il loro futuro è incerto, a causa delle difficoltà nel riproporre in cattività le originali condizioni del loro habitat.